# IF Hagen
IF Hagen är en idrottsklubb i Skövde grundad 1936 som består av de tre sektionerna orientering, friidrott och skidor.
IF Hagen har representerats av bland andra Helena Jansson (orientering) och Oscar Käck (löpning).